# Henry Cavill
Henry William Dalgliesh Cavill (Saint Helier, 5 de maio de 1983), é um ator britânico. Ele é mais conhecido por interpretar Superman, no Universo Estendido DC, e Geralt de Rívia, na série The Witcher, produzida pela Netflix.
Cavill iniciou a sua carreira com papéis nas adaptações de O Conde de Monte Cristo (2002) e I Capture the Castle (2003). Posteriormente, apareceu em papéis de suporte em algumas séries de televisão, incluindo The Inspector Lynley Mysteries, da BBC, Midsomer Murders, da ITV, e The Tudors, da Showtime. Desde então, apareceu em diversos filmes de Hollywood, tais como: Tristan & Isolde (2006), Stardust (2007), Blood Creek (2009), e Imortais (2011).
Cavill ganhou proeminência e reconhecimento internacional a partir da sua introdução como Superman, no Universo Estendido DC, iniciando com Man of Steel (2013), o qual foi seguido por Batman v Superman: Dawn of Justice (2016) e Liga da Justiça (2017). Ele também estrelou nos filmes de ação e espionagem  The Man from U.N.C.L.E. (2015) e Mission: Impossible – Fallout (2018).

## Biografia

### Família
Henry William Dalgliesh Cavill nasceu em Saint Helier, capital de Jersey, dependência da Coroa Britânica nas Ilhas do Canal, sendo o quarto de cinco filhos. A sua mãe, Marianne Dalgliesh, dona de casa e ex-secretária bancária, também nasceu em Jersey, sendo de ancestralidade irlandesa, escocesa e inglesa. O pai de Henry, Colin Richard Cavill, ex-corretor de bolsa, é de origem inglesa (nascido em Chester).

### Educação
Foi educado na St. Michael's Preparatory School, em Saint Saviour, Jersey, antes de juntar-se à Stowe School, em Buckinghamshire, Inglaterra. O seu interesse pela atuação iniciou-se ainda jovem, tendo participado de peças escolares, com destaque para a adaptação da obra de Shakespeare "A Midsummer Night's Dream", além de ter interpretado Sonny LaTierri em "Grease" e personagens como Oberon e Hamlet.
Declarou que, se não tivesse seguido o caminho da atuação, ter-se-ia alistado no exército britânico, como os seus irmãos Piers e Nik o haviam feito, ou teria estudo Egiptologia
Enquanto estudava na Stowe School, Henry conheceu pessoalmente o ator Russell Crowe (que se encontrava no local a filmar o longa-metragem Proof of Life). Os dois reencontraram-se doze anos mais tarde na rodagem do filme Man of Steel, no qual Russell interpreta o seu pai.

### Relacionamentos
Em 2009 iniciou uma relação com a amazona Ellen Whitaker, depois de tê-la conhecido no Olympia London International Horse Show. Depois de um relacionamento de dois anos, eles noivaram, em 5 de Maio de 2011, mas terminaram a relação em maio de 2012 devido à distância - ele alternava-se entre os EUA e o Canadá, e ela morava na Inglaterra.
Ainda em 2012, Cavill iniciou um relacionamento com Gina Carano, lutadora de MMA, que terminou em maio de 2013. Um mês depois, é com Kaley Cuoco que ele iniciou uma relação, que não durou mais que poucas semanas. Em seguida, ele retomou o relacionamento com Gina, mas, em dezembro de 2014, o casal separou-se mais uma vez.
Em 2015, ele teve um breve relacionamento com Marisa Gonzalo, mas, segundo o site E! News, eles separaram-se alguns meses depois.
Posteriormente, teve outro, com Tara King, de agosto de 2015 a maio de 2016. Em 2017, ele iniciou uma relação com Lucy Cork, uma dublê que participou das filmagens de Mission: Impossible – Fallout, mas eles separaram-se em janeiro de 2018.

## Carreira

### Primeiros anos
Aos dezessete anos, Henry foi descoberto por diretores de elenco que buscavam um jovem rapaz para atuar como Albert Mondego em O Conde de Monte Cristo (2002). No entanto, a sua estreia deu-se em Laguna (2001), no qual ele é o protagonista. Nos primeiros anos, ele teve pequenas participações na televisão britânica, em The Inspector Lynley Mysteries (2001), da BBC, o filme de um especial de televisão Goodbye, Mr. Chips (2002), e a série de televisão Midsomer Murders (2003).
Nos anos seguintes, Henry apareceu em I Capture the Castle (bra:Castelo dos Sonhos) (2003), Hellraiser: Hellworld (bra: Hellraiser 8: O Mundo do Inferno) (2005), Tristão & Isolda (2006) e Red Riding Hood (bra:Chapeuzinho no Século XXI) (2006). Também teve um papel pequeno na aventura épica e fantástica Stardust: O Mistério da Estrela (2007) junto a Sienna Miller e Ben Barnes.
Cavill fez uma audição visando ao papel principal do filme Batman Begins, mas perdeu para Christian Bale. Em 2005, tornou-se um jovem concorrente para o papel de James Bond. Os produtores e o diretor tiveram de escolher entre ele, Daniel Craig e Sam Worthington. Inicialmente, o papel favorecia Henry, por ser uma versão mais jovem de James Bond, mas os produtores acreditavam que ele ainda era muito inexperiente para o papel, que foi dado a Daniel Craig. Ele também fez uma audição para o papel de Superman no filme Superman Returns. Por não ter sido aprovado para esses papeis, na edição de Dezembro de 2005 do Empire Magazine, ele foi apelidado de "O homem mais desafortunado em Hollywood".

### The Tudors e a ascensão

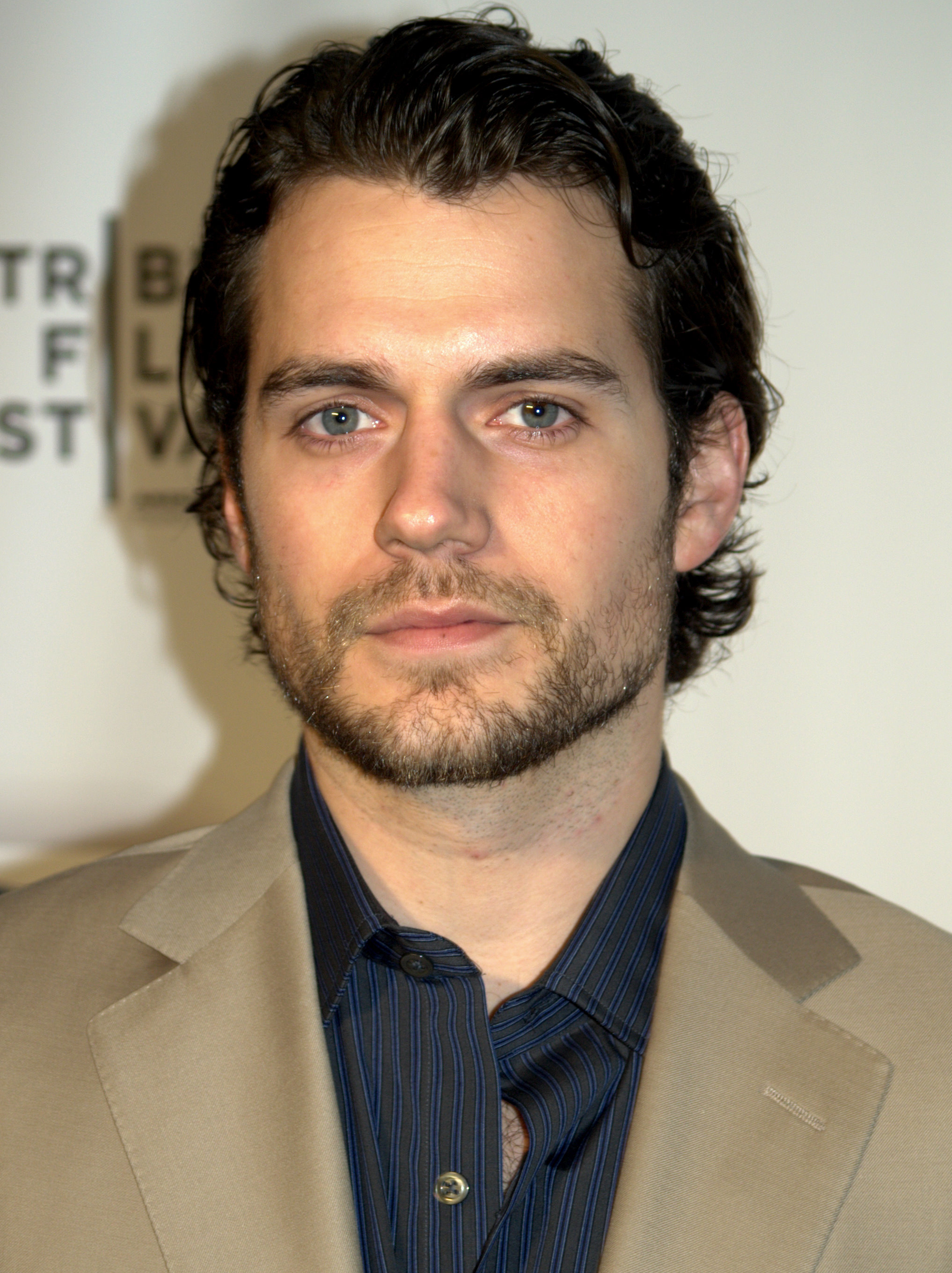
Henry Cavill no Tribeca Film Festival, em 2009.

Entre 2007 e 2010, Henry teve um papel de destaque na série The Tudors, como Carlos Brandon, I Duque de Suffolk, cunhado de Henrique VIII da Inglaterra e inimigo da Rainha Ana Bolena, o seu maior sucesso até então. A série foi transmitida pelo canal Showtime, tendo sido elogiada pela crítica, além de ter recebido uma indicação no Globs de Ouro, na categoria de Melhor Série Dramática no seu ano de estreia. A revista Entertainment Weekly nomeou-o "Most Dashing Duke" (O Duque Mais Arrojado).
Além de The Tudors, esse período quatro anos marcou a sua transformação enquanto ator, deixando o jovem Henry Cavill para trás. No cinema, ele teve uma pequena participação no filme de comédia romântica de Woody Allen Whatever Works (bra:Tudo Pode Dar Certo) (2009) e foi co-protagonista no longa de terror e suspense Blood Creek (bra: Renascido das Trevas) (2009).
Em 7 de novembro de 2011, estreou-se Imortais (2011), filme no qual Henry deu vida a Teseu, tendo atuado junto a Mickey Rourke, Freida Pinto e Luke Evans. Em setembro de 2012, Henry estrelou no filme de ação e suspense The Cold Light of Day (2003) (bra: Fuga Implacável; prt: À Fria Luz do Dia).

### Super-Homem e o reconhecimento

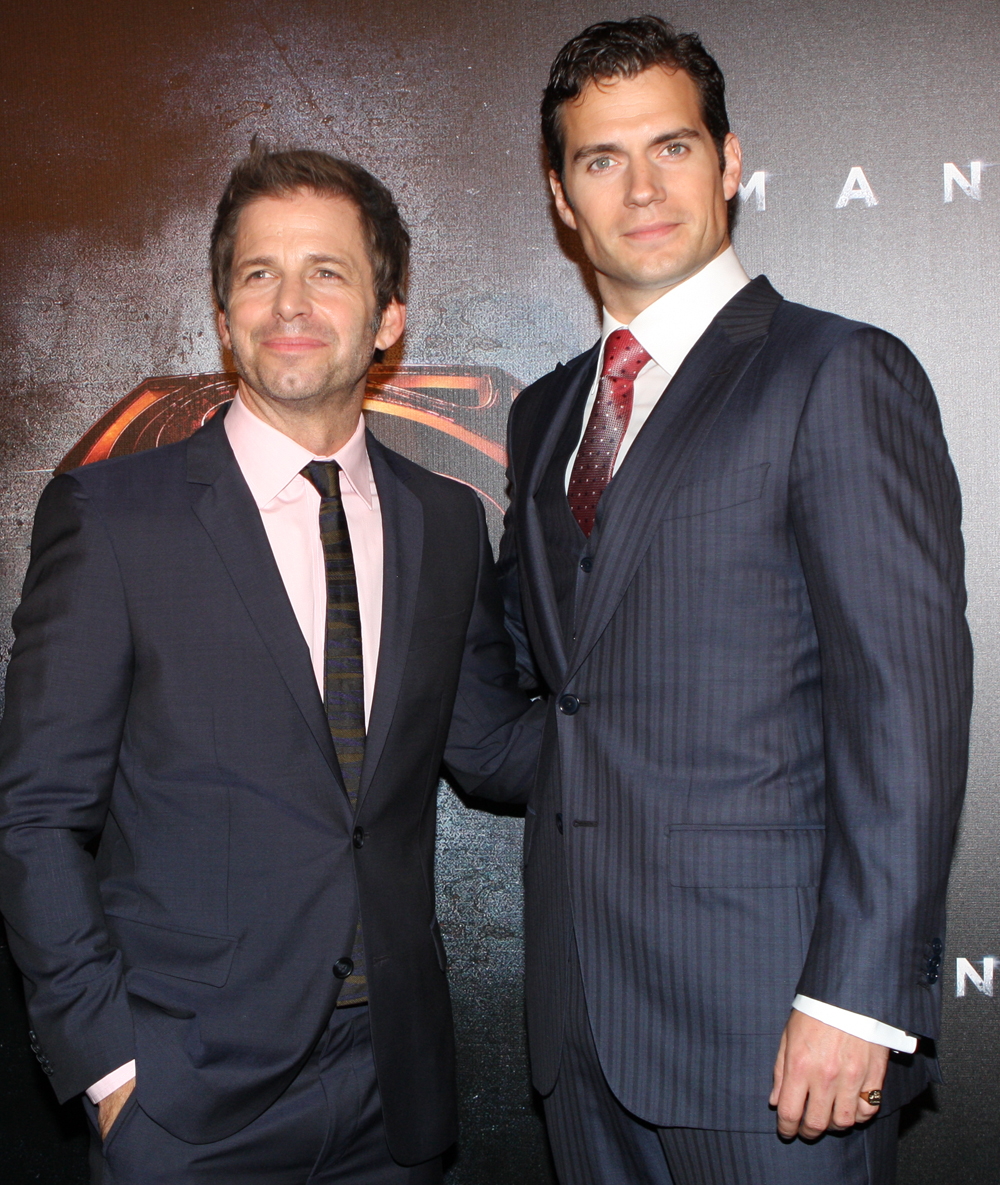
Henry Cavill, com o diretor Zack Snyder, na estreia de Man of Steel, em 2013.

Em 30 de janeiro de 2011, foi anunciado que Henry Cavill fora escolhido como o novo Super-Homem em O Homem de Aço (2013), tornando-o o primeiro ator não-americano a dar vida ao super-herói. O filme foi dirigido por Zack Snyder, produzido por Christopher Nolan, e escrito por David S. Goyner.
O diretor afirmou que Cavill era "a escolha perfeita para envergar a capa e o S" e a imprensa elogiou a decisão. Henry afirmou: "No panteão dos super-heróis, o Super-Homem é a personagem mais reconhecida e celebrada de todos os tempos, e sinto-me honrado por participar no seu regresso ao grande ecrã".
Em 10 de junho de 2013, Man of Steel (bra: O Homem de Aço) (2013) teve a sua première mundial em Nova Iorque, seguida por Londres, Jersey, Madrid, Sydney, Shangai e Tóquio. O filme tornou-se o de maior bilheteria entre todos do personagem Superman, e o segundo reboot que mais arrecadou, atrás somente de O Espetacular Homem-Aranha (2012). Cavill repetiu o papel de Super-Homem em Batman v Superman: Dawn of Justice (bra: Batman vs Superman: A Origem da Justiça) (2016), Justice League (bra: Liga da Justiça) (2017), Zack Snyder's Justice League (bra: Liga da Justiça de Zack Snyder) e Black Adam (bra: Adão Negro).

### Últimos anos

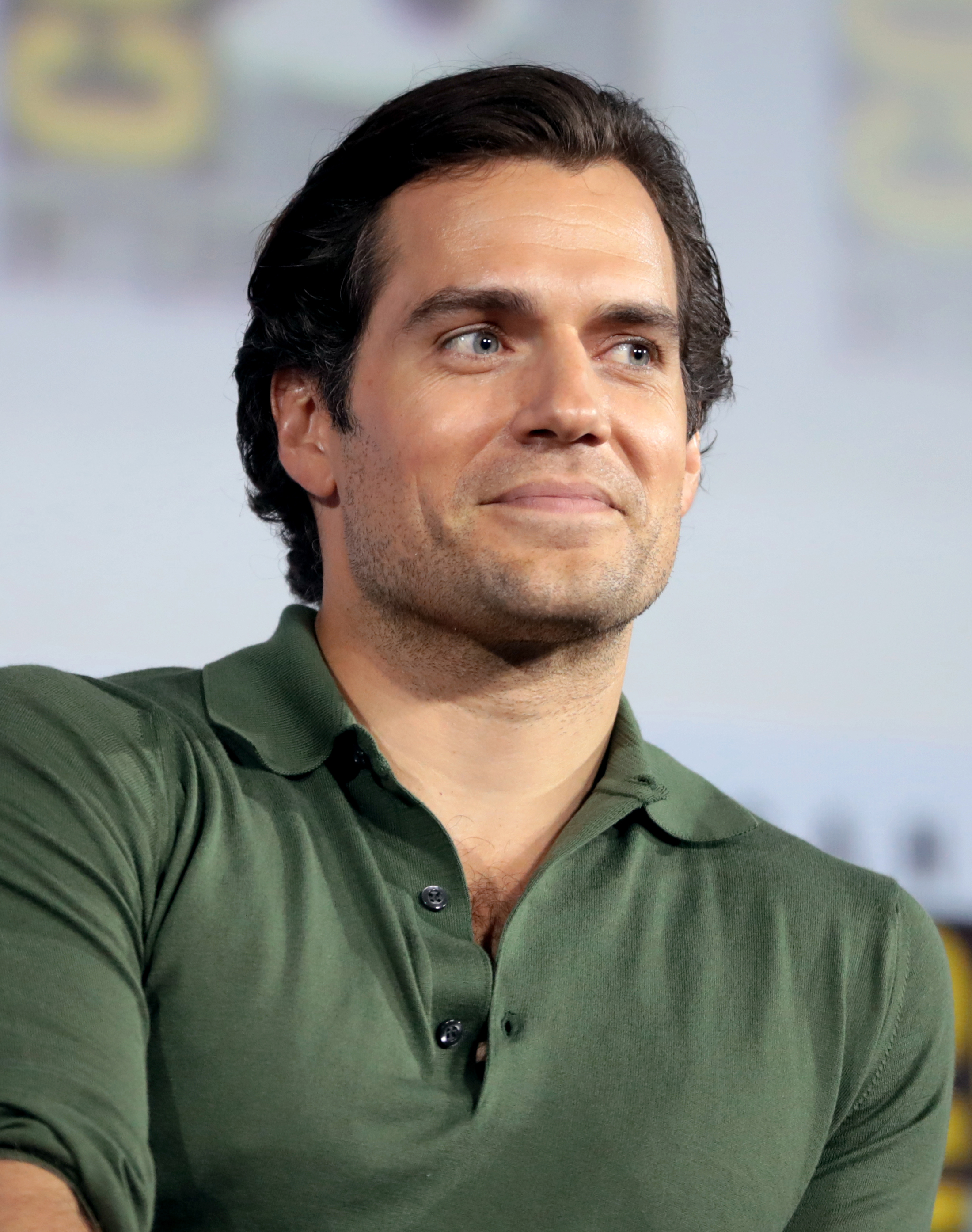
Cavill na San Diego Comic-Con, em 2019.

Cavill expressou a sua vontade de interpretar James Bond quando Daniel Craig desistiu do papel. Em 2015, o ator protagonizou a adaptação ao cinema da série The Man from U.N.C.L.E., depois de Tom Cruise ter desistido do papel. Em 7 de agosto de 2015, o filme (2015) iniciou a sua tour première na famosa Somerset House, em Londres, seguida pela tour mundial em Nova Iorque, Toronto e Rio de Janeiro.
Ele apareceu fantasiado de Super-Homem na San Diego Comic-Con de 2016 para surpreender o elenco de Suicide Squad. Em 2017, fez parte do elenco de Sand Castle (bra: Castelo de Areia),  filme que narra a história de um grupo de soldados americanos durante a invasão do Iraque, em 2003. Dirigido por Fernando Coimbra, o filme foi distribuído através da plataforma de streaming Netflix, no mês de abril.
O filme Mission: Impossible - Fallout estreou nas salas de cinema americanas em julho de 2018. Em setembro do mesmo ano, Cavill apresentou, no Los Angeles Film Festival, o suspense Night Hunter (originalmente intitulado Nomis). No mesmo mês, foi anunciado que ele seria protagonista da série The Witcher, produzida pela Netflix e distribuída na  plataforma em dezembro de 2019, a qual obteve grande sucesso a nível internacional. Também em 2018, protagonizou o filme Night Hunter.
Em junho de 2019 foi anunciado que Cavill atuaria como Sherlock Holmes em Enola Holmes, uma adaptação de The Enola Holmes Mysteries, com Millie Bobby Brown no papel principal. Em 13 de maio de 2021, foi anunciado que ele reprisaria o papel em Enola Holmes 2. Também nesse mesmo mês, o ator anunciou a sua participação enquanto Connor McLeod no reboot de Highlander. Em julho de 2021, foi anunciado que o ator faria parte do elenco da nova franquia de Matthew Vaughn, Argylle, e também de The Rosie Project.
Em dezembro de 2022, após deixar o protagonismo em The Witcher para ser novamente o Superman nos cinemas, Henry Cavill foi surpreendido com a decisão da nova gerência do DC Studios, agora chefiada por James Gunn e Peter Safran, de que o papel do Homem de Aço não será mais dele. E a Netflix também o descartou, negando a possibilidade de ele retornar a The Witcher.

## Imagem

### Mídia
Em meados de 2008, Cavill tornou-se o rosto da fragrância britânica Dunhill. Cavill foi nomeado um dos 50 homens britânicos mais bem vestidos de GQ em 2012.
Em dezembro de 2013, a revista Glamour considerou Cavill o "Homem Mais Sexy do Mundo". No mesmo ano, a revista Empire colocou-o na terceira posição na sua lista de "100 Estrelas de Cinema Mais Sexy de 2013".

### Caridade
Cavill é embaixador da The Royal Marines Charitable Trust Fund. Criou também uma rede social chamada #CavillConservation para arrecadar fundos e demonstrar o seu amor para com a proteção de animais.
Em 2014, inaugurou a fase de corrida da Royal Marines 1664 Challenge e participou da The Gibraltar Rock Run 2014. Nesse mesmo ano, ele foi uma das celebridades a participar no Ice Bucket Challenge, como forma de apoiar a ALS Association, usando o uniforme de Super-Homem.

## Vida Pessoal
Atualmente, Henry Cavill vive no bairro de Kensington, Londres, com o seu cão Kal.
Ele é fã do Kansas City Chiefs da NFL. Cavill também é um ávido fã de rugby, e sempre frequenta os jogos do seu time, Jersey Reds. Ele é um ávido fã de jogos para PC desde a infância, tendo perdido a primeira ligação para viver Superman por estar jogando World of Warcraft. Ele credita a sua experiência como jogador de The Witcher como um dos motivadores para buscar o papel de Geralt de Rivia. Cavill também se interessa pela série de video games Warhammer 40,000, tendo declarado que ele "genuinamente não pode cansar-se do que eles construíram durante décadas".
Em 2014, junto ao seu irmão Charlie e o produtor inglês Rex Glensy, criou a sua própria companhia de produção, a Promethean Productions.
Em 2018, Cavill começou a praticar jiu-jitsu brasileiro, tendo treinado na Academia de Roger Gracie, em Londres.
No ano de 2021, Cavill revelou publicamente seu relacionamento com a empresária Natalie Viscuso. Em 2024, Cavill e Natalie anunciaram que estão esperando seu primeiro filho.
No ano de 2024, Henry Cavill confirmou em suas redes sociais que fará uma série live-action inspirada em Warhammer 40.000, um wargame de miniaturas produzido pela Games Workshop. Segundo informações do Hollywood Reporter, Cavill será protagonista e produtor-executivo da série, e a Amazon está nos estágios finais de negociação para adquirir os direitos, após meses de disputas com outras empresas. Por enquanto não há showrunner ou previsão de lançamento da série.

## Filmografia

### Cinema
| Ano  | Título                             | Personagem                     | Distribuição                        | Notas             |
| ---- | ---------------------------------- | ------------------------------ | ----------------------------------- | ----------------- |
| 2001 | Laguna                             | Thomas Aprea                   | Kingsborough Pictures               | Estreia no cinema |
| 2002 | The Count of Monte Cristo          | Albert Mondego                 | Buena Vista Pictures                |                   |
| 2002 | Goodbye, Mr. Chips                 | Soldier Colley                 | ITV Network                         |                   |
| 2003 | I Capture the Castle               | Stephen Colley                 | Momentum Pictures                   |                   |
| 2005 | Hellraiser: Hellworld              | Mike                           | Miramax Films                       |                   |
| 2006 | Tristan & Isolde                   | Melot                          | 20th Century Fox                    |                   |
| 2006 | Red Riding Hood                    | O Caçador                      | 7 Arts International                |                   |
| 2007 | Stardust                           | Humphrey                       | Paramount Pictures                  |                   |
| 2009 | Whatever Works                     | Randy James                    | Sony Pictures Classics              |                   |
| 2009 | Blood Creek                        | Evan Marshall                  | Lionsgate                           |                   |
| 2011 | Imortais                           | Teseu                          | Relativity Media                    |                   |
| 2012 | The Cold Light of Day              | Will Shaw                      | Summit Entertainment                |                   |
| 2013 | Man of Steel                       | Kal-El / Clark Kent / Superman | Warner Bros.                        |                   |
| 2015 | The Man from U.N.C.L.E             | Napoleon Solo                  | Warner Bros.                        |                   |
| 2016 | Batman v Superman: Dawn of Justice | Kal-El / Clark Kent / Superman | Warner Bros.                        |                   |
| 2017 | Justice League                     | Kal-El / Clark Kent / Superman | Warner Bros.                        |                   |
| 2017 | Sand Castle                        | Capitão Syverson               | Netflix                             |                   |
| 2018 | Mission: Impossible - Fallout      | August Walker                  | Paramount Pictures                  |                   |
| 2018 | Night Hunter                       | Walter Marshall                | Saban Films                         |                   |
| 2020 | Enola Holmes                       | Sherlock Holmes                | Netflix                             |                   |
| 2021 | Zack Snyder's Justice League       | Kal-El / Clark Kent / Superman | HBO Max                             |                   |
| 2022 | Adão Negro                         | Kal-El / Clark Kent / Superman | Warner Bros. Discovery              | Cena pós-crédito  |
| 2022 | Enola Holmes 2                     | Sherlock Holmes                | Netflix                             |                   |
| 2023 | Argylle                            | TBA                            | Apple TV+                           |                   |
| 2024 | Deadpool & Wolverine               | Logan / Wolverine              | Walt Disney Studios Motion Pictures | Variante          |

### Televisão
| Ano  | Título                         | Personagem      | Distribuição | Notas              |
| ---- | ------------------------------ | --------------- | ------------ | ------------------ |
| 2002 | The Inspector Lynley Mysteries | Chas Quilter    | BBC One      | T01:E02            |
| 2003 | Midsomer Murders               | Simon Mayfield  | ITV Network  | T07:E01            |
| 2007 | The Tudors                     | Charles Brandon | BBC Two      | T01 (10 episódios) |
| 2008 | The Tudors                     | Charles Brandon | BBC Two      | T02 (10 episódios) |
| 2009 | The Tudors                     | Charles Brandon | BBC Two      | T03 (8 episódios)  |
| 2010 | The Tudors                     | Charles Brandon | BBC Two      | T04 (10 episódios) |
| 2019 | The Witcher                    | Geralt de Rívia | Netflix      | T01 (8 episódios)  |
| 2021 | The Witcher                    | Geralt de Rívia | Netflix      | T02 (8 episódios)  |

### Video Games
| Ano | Título      | Personagem   | Distribuição         | Notas     |
| --- | ----------- | ------------ | -------------------- | --------- |
| TBA | Squadron 42 | Ryan Enright | Cloud Imperium Games | Anunciado |

## Prêmios e indicações
| Ano  | Prêmio                                    | Categoria                              | Trabalho                                  | Resultado | Ref.   |
| ---- | ----------------------------------------- | -------------------------------------- | ----------------------------------------- | --------- | ------ |
| 2012 | NewNowNext Awards                         | Cause You're Hot                       | The Tudors (2007)                         | Indicado  | [ 74 ] |
| 2013 | NewNowNext Awards                         | Cause You're Hot                       | Man of Steel (2013)                       | Indicado  | [ 74 ] |
| 2013 | Teen Choice Awards                        | Choice Summer Movie Star: Male         | Man of Steel (2013)                       | Indicado  | [ 74 ] |
| 2013 | Teen Choice Awards                        | Choice Movie: Liplock (com Amy Adams)  | Man of Steel (2013)                       | Indicado  | [ 74 ] |
| 2014 | Broadcast Film Critics Association Awards | Best Actor in an Action Movie          | Man of Steel (2013)                       | Indicado  | [ 74 ] |
| 2014 | MTV Movie + TV Awards                     | Best Hero                              | Man of Steel (2013)                       | Vencedor  | [ 74 ] |
| 2016 | Teen Choice Awards                        | Choice Movie Actor: Sci-Fi/Fantasy     | Batman v Superman: Dawn of Justice (2016) | Indicado  | [ 74 ] |
| 2016 | Teen Choice Awards                        | Choice Movie: Liplock (com Amy Adams)  | Batman v Superman: Dawn of Justice (2016) | Indicado  | [ 74 ] |
| 2017 | Kids' Choice Awards, USA                  | Favorite Movie Actor (2016)            | Batman v Superman: Dawn of Justice (2016) | Indicado  | [ 74 ] |
| 2017 | Kids' Choice Awards, USA                  | Favorite Butt Kicker                   | Batman v Superman: Dawn of Justice (2016) | Indicado  | [ 74 ] |
| 2017 | Kids' Choice Awards, USA                  | Favorite Frenemies (com Ben Affleck)   | Batman v Superman: Dawn of Justice (2016) | Indicado  | [ 74 ] |
| 2017 | Razzie Awards                             | Worst Actor                            | Batman v Superman: Dawn of Justice (2016) | Indicado  | [ 74 ] |
| 2017 | Razzie Awards                             | Worst Screen Combo (com Ben Affleck)   | Batman v Superman: Dawn of Justice (2016) | Vencedor  | [ 74 ] |
| 2018 | Teen Choice Awards                        | Choice Movie Actor: Action             | Justice League (2017)                     | Indicado  | [ 74 ] |
| 2019 | CinEuphoria Awards                        | Best Supporting Actor - Audience Award | Mission: Impossible - Fallout (2018)      | Vencedor  | [ 74 ] |
| 2021 | Saturn Awards                             | Best Actor on Television               | The Witcher (2019)                        | Indicado  | [ 74 ] |